# Eudistylia
Genre
Eudistylia est un genre de vers annélides polychètes marins de la famille des Sabellidae. 

## Liste d'espèces
Selon World Register of Marine Species (2 janvier 2019) :
- Eudistylia brevicomata Ehlers, 1905
- Eudistylia catharinae Banse, 1979
- Eudistylia ceratodaula Schmarda, 1861
- Eudistylia polymorpha Johnson, 1901
- Eudistylia suavis Grube, 1878
- Eudistylia tenella Bush, 1904
- Eudistylia vancouveri Kinberg, 1866 - espèce type[3]

## Publication originale
- Bush, 1904 : Tubicolous annelids of the tribes Sabellides and Serpulides from the Pacific Ocean. Harriman Alaska Expedition, vol. 12, pp. 169-346 (texte intégral) (en).